# Philibert Chamiot-Avanturier
Philibert Chamiot-Avanturier est un homme politique français né le 20 janvier 1794 à Limoges (Haute-Vienne), et mort le 30 septembre 1878 à Périgueux (Dordogne).
Négociant à Limoges, adjoint au maire, il est député de la Haute-Vienne de 1831 à 1834, siégeant dans la majorité soutenant les ministères de la Monarchie de Juillet. 

## Famille
Il se faisait appeler Philibert Avanturier ; il semblerait qu'il ait abandonné le nom complet Chamiot-Avanturier que ni lui, ni sa fille, ne portent au mariage de celle-ci. Son épouse meurt à Périgueux le 9 décembre 1887

## Source
- « Philibert Chamiot-Avanturier », dans Adolphe Robert et Gaston Cougny, Dictionnaire des parlementaires français, Edgar Bourloton, 1889-1891 [détail de l’édition]